# Odontocera hilaris
Odontocera hilaris là một loài bọ cánh cứng trong họ Cerambycidae.